# Allwinner A80

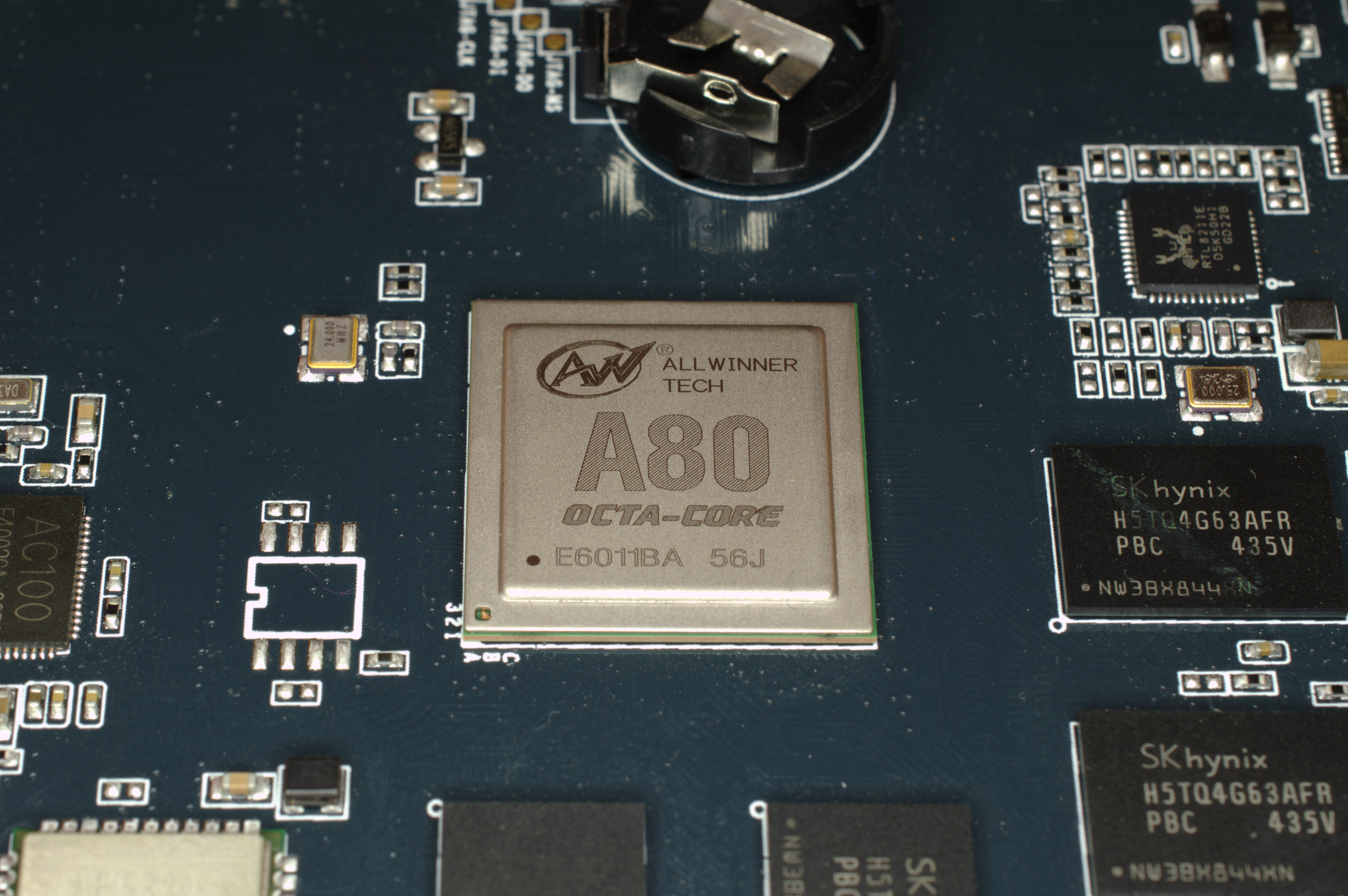
Allwinner A80

Le Allwinner A80 est un System-on-Chip (SoC) d'architecture ARM développé par la société Allwinner Technology rendu disponible aux développeur matériel au premier trimestre 2014. C'est le premier processeur de la série Allwinner A8X. Il utilise l'architecture big.LITTLE d'ARM et comporte 8 cœurs dont 4 Cortex-A7, jouant le rôle du LITTLE et 4 Cortex-A15.
Le GPU utilisé est un PowerVR G6230 (série 6) 64 cœurs d'Imagination Technology, Imagination Technologies a annoncé à la présentation de l'A80, en février 2014, qu'il supporte OpenCL 1.1, OpenGL 3.0, OpenGL ES Next, 3.0 et 2.0, ainsi que Renderscript et DirectX 9_3/10. Cependant le support d'OpenGL (non-ES), ne semble pas présent dans la présentation commerciale de la série PowerVR 6, où elle est décrite comme supportant OpenGL ES 3.0, OpenCL 1.1 EP et DirectX 9_3/10_0
Concernant la vidéo, une nouvelle version de CedarX a été développée, supportant le décodage matériel du codec H.265, une résolution HD 4K, et 3 sorties vidéo simultanées,. Ce nouveau processeur ajoute également, par rapport à ses prédécesseurs, le support de l'USB 3.0 et la gestion d'une caméra de 16 Mégapixels.
La carte de développement OptimusBoard créée par Allwinner, utilisant le A80 est annoncée le 31 décembre 2013, elle sera exposée au CES en janvier 2014.
Le 29 avril 2014, AllWinner annonce sur WeChat (Weixin), l'arrivée en juin du pcDuino 8, produit par la société LinkSprite et équipé de ce nouveau SoC.
AllWinner annonce supporter pour ce Soc les systèmes Google Android et Chrome OS (probablement Chromium OS, portage en cours en avril 2014), Ubuntu, Firefox OS, et Windows RT (les négociations commerciales étaient alors en cours en avril 2014).
Le 4 mai 2014, Cubietech annonce qu'il va supporter l'A80 et devrait proposer une carte mère orientée développement basée sur ce SoC, nommée Cubieboard 8. Elle est conçue avec l'aide d'Allwinner, et devrait être disponible au mois de juin de la même année.

## Implémentations
Les premières implémentations, sorties en août 2014, sont des cartes de développement, comme la pcDuino 8 ou l'A80 OptimusBoard tournant autour de 350 dollars des États-Unis. C'est donc un bond dans le prix par rapport aux modèles précédents qui tournaient en dessous des 100 dollars des États-Unis.